# 克雷格·巴克
克雷格·巴克（英語：Craig Buck，1958年8月24日—），美国男子排球运动员，司职副攻。他曾代表美国国家队参加1984年和1988年夏季奥林匹克运动会排球比赛，获得二枚金牌。